# السفارة السعودية في أفغانستان
سفارة المملكة العربية السعودية في أفغانستان، هي بعثة دبلوماسية سعودية تقع في العاصمة كابول ويترأس البعثة سفير خادم الحرمين الشريفين فيصل بن طلق البقمي. العنوان: منطقة شيش درك - الشارع العام - خلف قوات حفظ السلام الدولية (ايساف).

## وصلات خارجية
- موقع سفارة المملكة العربية السعودية في أفغانستان
- وزارة الخارجية السعودية (بالعربية)
- Ministry of Foreign Affairs of Kingdom of Saudi Arabia (بالإنجليزية)